# Max Brausewetter
Max Brausewetter (* 27. Mai 1867 in Stettin; † 16. September 1916 in Le Puy-en-Velay) war ein deutscher Arzt und Schriftsteller.

## Leben
Max Brausewetter war der Sohn eines Stettiner Kaufmanns und seiner Ehefrau Natalie Saunier (1842–1927), einer Enkelin des Theaterdichters Louis Angely. Am 1. April 1887 trat er seinen Einjährig-Freiwilligen Militärdienst an und wurde am 30. September 1887 zur Reserve beurlaubt.
Anschließend studierte er Medizin und wurde 1891 an der Universität Berlin promoviert. Danach trat er als Unterarzt erneut in die Preußische Armee ein, um den Rest seiner Dienstpflicht zu erfüllen. Insgesamt verbrachte er fast neun Jahre beim Militär. In dieser Zeit wurde er zu verschiedenen Regimentern versetzt und befördert.
Am 3. April 1897 wurde er in das 6. Badische Infanterie-Regiment „Kaiser Friedrich III.“ Nr. 114 versetzt und gleichzeitig zum Stabs- und Bataillonsarzt befördert. Im Juni desselben Jahres erkrankte er an einer Rippenfellentzündung, verursacht durch tägliche Dienstgänge zum drei Kilometer entfernten Lazarett bei auffallend stürmischem und nasskaltem Wetter.
Nach einem vierwöchigen Lazarettaufenthalt meldete er sich Anfang Juli 1897 wieder Dienstfähig zurück mit noch geringen Brustschmerzen. Im Oktober 1897, im Anschluss an ein Manöver, traten starke Lungenblutungen auf. Es folgte eine sechsmonatige Kur in Gardone-Riviera am Gardasee, von wo aus er sich am 16. Mai 1898 wieder dienstfähig zur Garnison zurück meldete.
Im Oktober 1898 erlitt er einen rechtsseitigen Lungenkatarrh. Daraufhin verbrachte er ab dem 1. November 1898 drei Monate im italienischen Bordighera, gefolgt von einer mehrmonatigen Rekonvaleszenz in Malaga. Gegen Ende der einjährigen Freistellung vom Dienst schrieb er aus Malaga am 5. Oktober 1899 an den Regimentsarzt i. D. Rothe einen Brief, in dem er feststellte, dass seine Gesundheit trotz des milden Klimas weiterhin beeinträchtigt sei und bat um die Entlassung aus dem aktiven Dienst verbunden mit der Bitte, ihm die gesetzliche Pension anzuerkennen.
Die Verabschiedung mit gesetzlicher Pension wurde ihm in einem Brief vom 16. Dezember 1899 durch Kaiser Wilhelm II. aus dem Jagdschloss Göhrde zugesichert. Er ließ sich als Arzt in Málaga nieder.
Nach Ausbruch des Ersten Weltkrieges wollte er sich als Stabsarzt a. D. seinem Vaterland zur Verfügung stellen und trat eine Schiffsreise von Barcelona nach Genua an. Beim planmäßigen Zwischenhalt in Marseille wurde er festgesetzt und als Kriegsgefangener interniert.
Seine Lagerstationen waren Château d’If, die Insel Frioul vor Marseille, Casabianda auf Korsika, Uzès im Département Gard und schließlich das Offizierslager Roche Arnaud in Le Puy-en-Velay. Dort starb er am 16. September 1916. Seine letzte Ruhestätte befindet sich auf der Kriegsgräberstätte in Dijon.
Während seiner Gefangenschaft schrieb er zahlreiche Briefe, Notizen sowie ein Tagebuch. Sein Roman „J’accuse! (Ich klage an) Zwei Jahre in französischer Gefangenschaft“ ist eine editierte Zusammenfassung aller Schriftstücke in Form eines Tagebuchs, welche er vor seinem Tod nach Hause schicken konnte. Es wurde posthum 1918 veröffentlicht. Im Jahr 2015 erschien in Nîmes eine Übertragung des Brausewetterschen Tagebuches ins Französische durch Jean-Louis Spieser (* 25. Dezember 1955).
Sein älterer Bruder war der evangelische Pfarrer und Schriftsteller Artur Brausewetter. Ein Sohn ist der Schauspieler Hans Brausewetter.

## Stationen in der Preußischen Armee
Max Brausewetter verbrachte insgesamt 8 Jahre und 8 Monate in der Preußischen Armee. Er trat am 1. April 1887 als Einjährig-Freiwilliger dem Garde-Füsilier-Regiment bei und wurde am 30. September 1887 zur Reserve beurlaubt. Nach erfolgreicher Promotion in Medizin trat er am 1. Oktober 1891 dem Fuß-Artillerie-Regiment von Linger (Ostpreußisches) Nr. 1 bei, um den Rest seiner Dienstpflicht abzuleisten. Diese versah er als Unterarzt bis zum 26. Juli 1892. Danach wurde er zum Assistenzarzt II. Klasse befördert und in das Litthauische Ulanen-Regiment Nr. 12 versetzt. Am 21. September 1893 erfolgte eine erneute Versetzung in das 2. Garde-Dragoner-Regiment. Dort wurde er am 25. Juni 1895 zum Assistenzarzt I. Klasse befördert. Seine letzte Station in der Preußischen Armee war das 6. Badische Infanterie-Regiment Kaiser Friedrich III. Nr. 114. Dorthin wurde er am 3. April 1897 versetzt und zum Stabs- und Bataillonsarzt befördert.

## J’accuse! (Ich klage an)
Am 24. August 1914 brach Max Brausewetter mit seiner Frau und seiner 16-jährigen Tochter auf in Richtung Genua mit einem geplanten Zwischenstopp in Marseille. Spanische, französische und deutsche Behörden hatten Reisedokumente ausgestellt und freie Reise zugesichert.
In Marseille angekommen, wurde er von seiner Familie getrennt. Ihn und etwa 70 weitere männliche Zivilisten, die sich auch an Bord des spanischen Dampfschiffs J.J.Sister befanden, brachte man zum Chateau d’If und internierte sie dort als Kriegsgefangene. Hier verblieb er nur etwa einen Monat. Er und viele andere Gefangene wurden am 20. September 1914 zur Insel Frioul gebracht. Dort erlaubte man ihm und vier weiteren internierten Ärzten Mitte Oktober, die etwa 1200–1300 männlichen Gefangenen sowie etwa 250 Frauen und ebenso viele Kinder mit einfachsten Mitteln ärztlich zu versorgen. Wiederum nach nur einem Monat transportierte man ihn von Frioul mit vielen anderen Gefangenen nach Korsika in das Lager Casabianda. Dort verbrachte er weitere acht Monate in Kriegsgefangenschaft. Die primitive Unterbringung, aber auch Willkür und Repressalien der Bewacher veranlassten ihn als Arzt und als einen Sprecher der Gefangenen zu zahlreichen Beschwerden an die Lagerleitung sowie u. a. an die amerikanische Botschaft in Paris. Am Ende seines Aufenthaltes in Casabianda verurteilte man ihn und drei Mitgefangene zu 30-tägigem Arrest. Sie hatten gemeinschaftlich Beschwerde eingereicht bezüglich eines Prügelexzesses, ausgeübt von Teilen der Lagerleitung und Mannschaften an Gefangenen nach einer gescheiterten Flucht. Am 30. April 1915, noch vor dem Ende des Arrests, wurden er und fast alle anderen zivilen Gefangenen aus dem Lager abtransportiert. Über Bastia und Marseille gelangte er am 4. Mai 1915 nach Uzès (Departement Gard). Die Behandlung während der 15-monatigen Gefangenschaft beurteilte er zunächst als ihm gewogen, da er den Rest des in Casabianda ausgesprochenen Arrests einzeln in einem Raum mit kleinen täglichen Annehmlichkeiten zu Ende bringen konnte. Die sich anschließende Lagerroutine über Monate mit dem immer gleichen Tagesablauf empfand er dann aber als große Öde und Bedrückung. Ende Januar 1916 wurden er und sein Besitz im Lager durchsucht und dabei sein verstecktes Tagebuch und andere Schriftstücke gefunden, sichergestellt und ausgewertet. Aufgrund des Inhalts dieser Texte verurteilte ihn der Lagerkommandant Ende März 1916 zu einem 30-tägigen Arrest. Diesen musste er in Einzelarrest verbringen, aber man versorgte ihn mit kleinen Annehmlichkeiten, da er inzwischen als Offizier offiziell anerkannt worden war. Während der Zeit im Offiziersarrest erwähnte er zum ersten Mal auch stärker werdende gesundheitliche Beschwerden.
Man verlegte Max Brausewetter am 15. Juli 1916 in das Offizierslager Roche Arnaud in Le Puy-en-Velay. In seinem ersten Brief vom 17. Juli 1916 nach Hause beschrieb er die Vorzüge des neuen Lagers, klare, kalte Luft, ausreichend Essen, ein Zimmer zu zweit, neben einem Oberst als zweiter im Rang des neuen Lagers das Essen einzunehmen und hier die Gesundheit zu verbessern. Die Hoffnung, über einen Ärzteaustausch nach Hause entlassen zu werden, aber auch die nachlassende Gesundheit waren Themen weiterer Briefe aus dem August 1916. In seinem letzten Brief vom 30. August 1916 bat er um Rückmeldung von zu Hause für den Empfang seiner Pakete, in denen er alle seine Aufzeichnungen versteckt hatte. Am 16. September 1916 starb Max Brausewetter und wurde auf einem nahegelegenen Friedhof unter Anteilnahme der Mitgefangenen beigesetzt.
Seine letzte Ruhestätte befindet sich auf der Kriegsgräberstätte in Dijon.

## Werke
- Über das Malum perforans und den Pes varus bei Spina bifida. Schade, Berlin 1891 (Dissertation, Universität Berlin, 1891).
- J’accuse! (Ich klage an) Zwei Jahre in französischer Gefangenschaft. Cassirer, Berlin 1918. (Digitalisat), (Digitalisat)